# Adrian Kunz
Adrian Kunz (* 7. Juli 1967 in Oberdiessbach) ist ein ehemaliger Schweizer Fussballspieler.

## Karriere
Kunz startete seine Karriere in seinem Heimatland Schweiz. Über die Stationen Neuchâtel Xamax und FC Bulle kam er 1991 zum BSC Young Boys. Dort entwickelte er sich zum Nationalspieler. Im Ligabetrieb stellte er seine Torjägerqualitäten in den nächsten Jahren immer wieder unter Beweis. Er spielte noch für den FC Sion und nochmals für seinen alten Club, den Neuchâtel Xamax, bevor er in die deutsche Bundesliga zum SV Werder Bremen wechselte. Bei Werder kam er nicht über den Status eines Ergänzungsspielers hinaus. Er erzielte in 16 Spielen lediglich ein Tor. Kunz zog es zurück in die Schweiz, wo er noch bis zu seinem Karriereende für den FC Zürich und den FC Aarau spielte.
Nach seiner Zeit als Spieler wurde er Trainer. Er trainierte unterschiedliche Vereine in der Schweiz. Bei keiner seiner Stationen blieb er länger als eine Saison.